# Laissez-moi chanter
Albums de Nicole Martin
Noël avec Nicole Martin Une affaire de cœur
Laissez-moi chanter est le 11e album studio de Nicole Martin. L'album est sorti en 1980 chez Disques Nicole Martin.
Au Gala de l’ADISQ de l’année 1981, il a été en nomination pour un Prix Félix dans la catégorie du « meilleur album populaire ».

## Liste des titres
| No  | Titre                       | Paroles                            | Musique                                   | Durée |
| --- | --------------------------- | ---------------------------------- | ----------------------------------------- | ----- |
| 1.  | Je veux chanter / Réflexion | Normand Morin                      | Germain Gauthier et Philip Vyvial         | 7 :55 |
| 2.  | J’ai besoin de toi          | Normand Morin                      | Bobby Hart et Barry Richards              | 3 :44 |
| 3.  | Illusions de la nuit        | Marie-Claire Ippersiel             | Philip Vyvial                             | 3 :02 |
| 4.  | Comme une fenêtre ouverte   | Jacques Michel et Ève Déziel       | Jacques Michel                            | 3 :32 |
| 5.  | Je suis une femme musique   | Normand Morin                      | Daniel Mercure                            | 3 :25 |
| 6.  | Prélude                     | Sans texte (musique instrumentale) | Michel Brouillette                        | 2 :41 |
| 7.  | Viens-là                    | Louise Letendre                    | Philip Vyvial                             | 4 :30 |
| 8.  | Cinéma                      | Normand Morin                      | Dave Lambert, Jon Hendricks et Neal Hefti | 3 :29 |
| 9.  | Mannequin                   | François Martel                    | André Gagnon                              | 3 :45 |
| 10. | L’amour au singulier        | Normand Morin                      | Alain Noreau                              | 5 :00 |

## Singles extraits de l'album
- J’ai besoin de toi
- L’amour au singulier
- Illusions de la nuit
- Je suis une femme musique
- Je veux chanter / Réflexion